# Javron-les-Chapelles
Javron-les-Chapelles – miejscowość i gmina we Francji, w regionie Kraj Loary, w departamencie Mayenne.
Według danych na rok 1990 gminę zamieszkiwało 1400 osób, a gęstość zaludnienia wynosiła 37 osób/km² (wśród 1504 gmin Kraju Loary Javron-les-Chapelles plasuje się na 431. miejscu pod względem liczby ludności, natomiast pod względem powierzchni na miejscu 157.).